# Maria Theresia von Österreich (1767–1827)

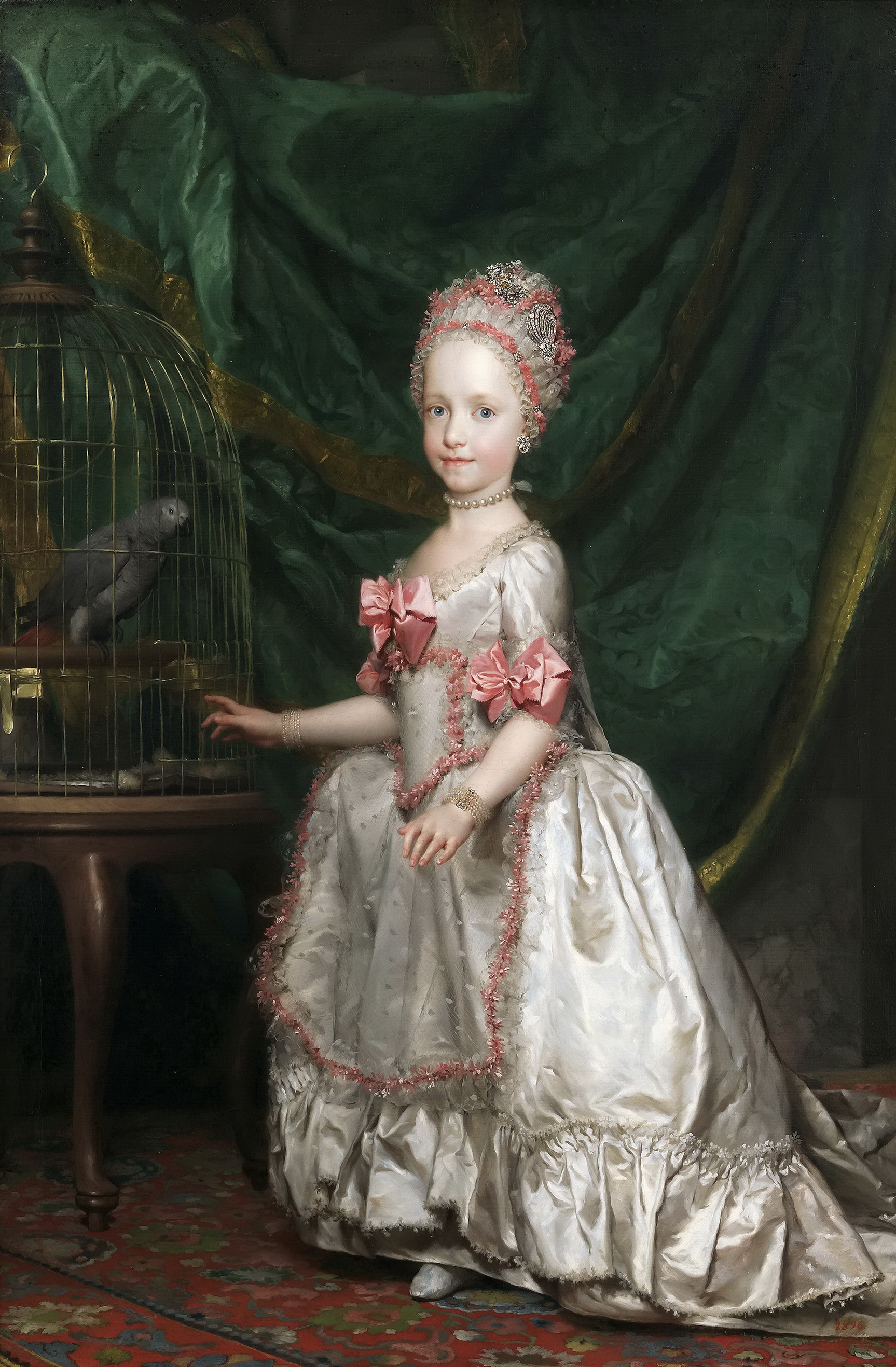
Maria Theresia als Vierjährige, Anton Raphael Mengs, 1771, Museo del Prado, Madrid

Maria Theresia Josepha Charlotte Johanna von Österreich (* 14. Januar 1767 in Florenz; † 7. November 1827 in Leipzig) war Erzherzogin von Österreich und durch Heirat Königin von Sachsen.

## Leben

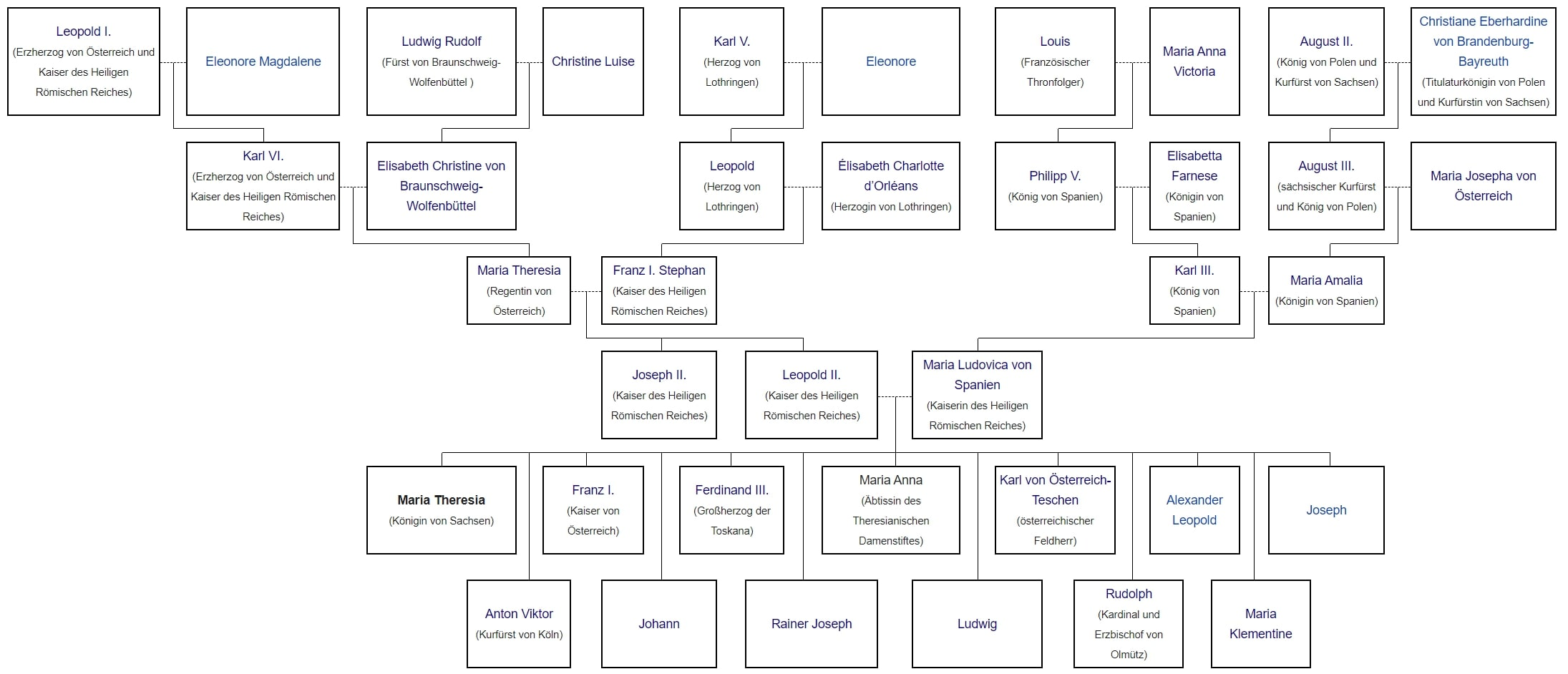
Stammbaum von Maria Theresia

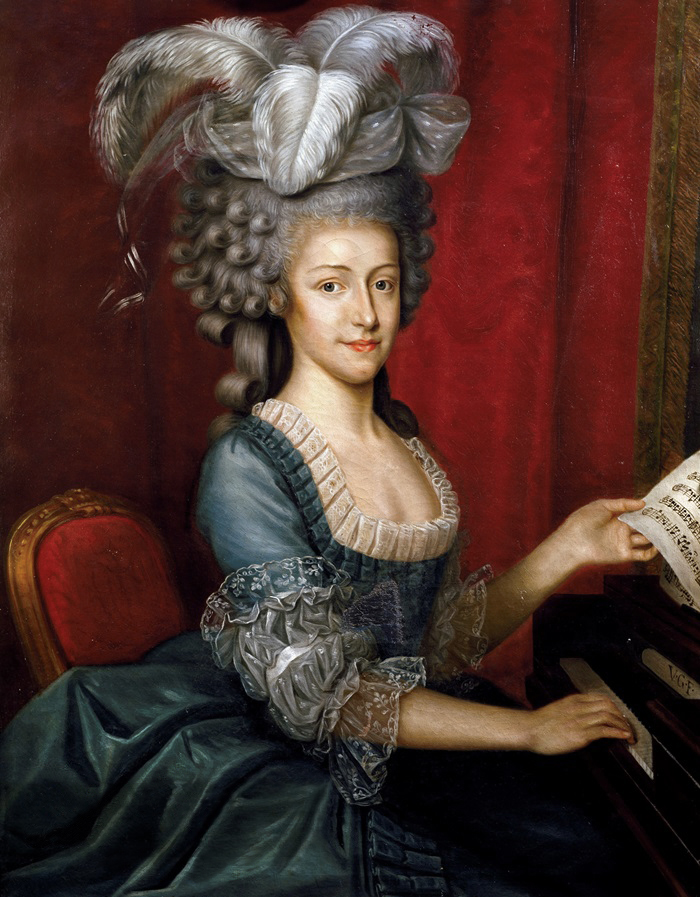
Erzherzogin Maria Theresia, die spätere Königin von Sachsen, Vincenzo Giannini, zwischen 1785 und 1787, Palazzo Pitti, Florenz

Maria Theresia wurde geboren als älteste Tochter von Leopold, Großherzog der Toskana, dem späteren Kaiser Leopold II. (1747–1792) aus dessen Ehe mit Maria Ludovica (1745–1792), Tochter des spanischen Königs Karl III. und der Prinzessin Maria Amalia von Sachsen. Sie wurde nach ihrer Großmutter Maria Theresia benannt.
Sie heiratete per procurationem am 8. September 1787 in Florenz, persönlich am 18. Oktober 1787 in Dresden ihren Cousin Prinz Anton von Sachsen (1755–1836), Sohn des Kurfürsten
Friedrich Christian von Sachsen und der Prinzessin Maria Antonia von  Bayern. Anlässlich der Eheschließung war geplant, Mozarts Oper Don Giovanni am 14. Oktober in Prag uraufzuführen, wo Maria Theresia auf ihrer Reise von Florenz nach Dresden Station machte, doch gelang es nicht, diesen Termin einzuhalten.
Das Paar lebte zurückgezogen am Hof von Antons Bruder Friedrich August I. in Dresden. Maria Theresia war Trägerin des Sternkreuzordens. Sie vermochte die 1819 geschlossene Ehe zwischen dem sächsischen Erben, nachmaligen König Friedrich August II. und der Erzherzogin Karoline Ferdinande zu vermitteln.
Königin Maria Theresia starb nach kurzer Krankheit am 7. November 1827, nur ein halbes Jahr nach der Thronfolge ihres Gemahls als König von Sachsen, mit 60 Jahren in Leipzig, wo sich das Paar auf der Huldigungsreise durch das Königreich befand. Die vier Kinder ihrer Ehe starben bereits im Säuglingsalter. Maria Theresia wurde in der Wettiner-Gruft unter dem Nordwestschiff der Dresdener Hofkirche beigesetzt.

## Vorfahren
| Ahnentafel von Maria Theresia von Österreich | Ahnentafel von Maria Theresia von Österreich                                                      | Ahnentafel von Maria Theresia von Österreich                                                      | Ahnentafel von Maria Theresia von Österreich                                                     | Ahnentafel von Maria Theresia von Österreich                                                                    | Ahnentafel von Maria Theresia von Österreich                                 | Ahnentafel von Maria Theresia von Österreich                                     | Ahnentafel von Maria Theresia von Österreich                                                    | Ahnentafel von Maria Theresia von Österreich                                                |
| -------------------------------------------- | ------------------------------------------------------------------------------------------------- | ------------------------------------------------------------------------------------------------- | ------------------------------------------------------------------------------------------------ | --- | ---------------------------------------------------------------------------- | -------------------------------------------------------------------------------- | ----------------------------------------------------------------------------------------------- | ------------------------------------------------------------------------------------------- |
| Ururgroßeltern                               | Herzog Karl V. Leopold (1643–1690) ⚭ 1678 Eleonore von Österreich (1653–1697)                     | Philipp I. von Bourbon (1640–1701) ⚭ 1671 Liselotte von der Pfalz (1652–1722)                     | Kaiser Leopold I. (1640–1705) ⚭ 1676 Eleonore Magdalene von Pfalz-Neuburg (1655–1720)            | Herzog Ludwig Rudolf von Braunschweig-Wolfenbüttel (1671–1735) ⚭ 1690 Christine Luise von Oettingen (1671–1747) | Ludwig von Frankreich (1661–1711) ⚭ 1680 Maria Anna von Bayern (1660–1690)   | Odoardo II. Farnese (1666–1693) ⚭ 1690 Dorothea Sophie von der Pfalz (1670–1748) | König August II. (1670–1733) ⚭ 1693 Christiane Eberhardine von Brandenburg-Bayreuth (1671–1727) | Kaiser Joseph I. (1678–1711) ⚭ 1699 Wilhelmine Amalie von Braunschweig-Lüneburg (1673–1742) |
| Urgroßeltern                                 | Herzog Leopold Joseph von Lothringen (1679–1729) ⚭ 1698 Élisabeth Charlotte d’Orléans (1676–1744) | Herzog Leopold Joseph von Lothringen (1679–1729) ⚭ 1698 Élisabeth Charlotte d’Orléans (1676–1744) | Kaiser Karl VI. (1685–1740) ⚭ 1708 Elisabeth Christine von Braunschweig-Wolfenbüttel (1691–1750) | Kaiser Karl VI. (1685–1740) ⚭ 1708 Elisabeth Christine von Braunschweig-Wolfenbüttel (1691–1750)                | König Philipp V. (1683–1746) ⚭ 1714 Elisabetta Farnese (1692–1766)           | König Philipp V. (1683–1746) ⚭ 1714 Elisabetta Farnese (1692–1766)               | König August III. (1696–1763) ⚭ 1719 Maria Josepha von Österreich (1699–1757)                   | König August III. (1696–1763) ⚭ 1719 Maria Josepha von Österreich (1699–1757)               |
| Großeltern                                   | Kaiser Franz I. Stephan (1708–1765) ⚭ 1736 Maria Theresia (1717–1780)                             | Kaiser Franz I. Stephan (1708–1765) ⚭ 1736 Maria Theresia (1717–1780)                             | Kaiser Franz I. Stephan (1708–1765) ⚭ 1736 Maria Theresia (1717–1780)                            | Kaiser Franz I. Stephan (1708–1765) ⚭ 1736 Maria Theresia (1717–1780)                                           | König Karl III. (1716–1788) ⚭ 1738 Maria Amalia von Sachsen (1724–1760)      | König Karl III. (1716–1788) ⚭ 1738 Maria Amalia von Sachsen (1724–1760)          | König Karl III. (1716–1788) ⚭ 1738 Maria Amalia von Sachsen (1724–1760)                         | König Karl III. (1716–1788) ⚭ 1738 Maria Amalia von Sachsen (1724–1760)                     |
| Eltern                                       | Kaiser Leopold II. (1747–1792) ⚭ 1765 Maria Ludovica von Spanien (1745–1792)                      | Kaiser Leopold II. (1747–1792) ⚭ 1765 Maria Ludovica von Spanien (1745–1792)                      | Kaiser Leopold II. (1747–1792) ⚭ 1765 Maria Ludovica von Spanien (1745–1792)                     | Kaiser Leopold II. (1747–1792) ⚭ 1765 Maria Ludovica von Spanien (1745–1792)                                    | Kaiser Leopold II. (1747–1792) ⚭ 1765 Maria Ludovica von Spanien (1745–1792) | Kaiser Leopold II. (1747–1792) ⚭ 1765 Maria Ludovica von Spanien (1745–1792)     | Kaiser Leopold II. (1747–1792) ⚭ 1765 Maria Ludovica von Spanien (1745–1792)                    | Kaiser Leopold II. (1747–1792) ⚭ 1765 Maria Ludovica von Spanien (1745–1792)                |
| Maria Theresia von Österreich                |                                                                                                   |                                                                                                   |                                                                                                  | |                                                                              |                                                                                  |                                                                                                 |                                                                                             |

## Kinder
- Maria Louise (* 14. März 1795; † 25. April 1796)
- Friedrich August (*/† 5. April 1796)
- Maria Johanna (* 5. April 1798; † 30. Oktober 1799)
- Maria Theresia (*/† 15. Oktober 1799)